# Többértékű logika
A többértékű logikák olyan logikai szemantikák, ahol kettőnél több igazságérték létezik. Az igazságértékek számossága alapján megkülönböztethetünk 3 értékű (Łukasiewicz, Kleene), 3-nál több értékű (Post többértékű rendszere), vagy végtelen (fuzzy logika) lehetséges értéket tartalmazó logikákat.

## Alapelv
A hagyományos, Arisztotelészi logika alapelvei:
1. Két igazságérték létezése: Igaz vagy hamis.
2. Egy nyelv minden mondata minden interpretációban meghatározott igazságértékkel rendelkezik.
3. Extenzionalitás szabálya: hogy nyelv minden mondatának igazságértékét minden interpretációban a mondat részeinek extenziója határozza meg.

A többértékűséghez legalább az első vagy a második szabályt meg kell sérteni. A második szabályt megsértve értékréses logikához jutunk. Az extenzionalitás is megsérthető, de csak annak megsértése még nem eredményez többértékű logikát.
Érdekesség, hogy a többértékűség gondolatát pont maga Arisztotelész vetette fel először Hermeneutika c. művében. Ebben a művében kérdőjelezte meg a kizárt harmadik elvét.

## Külső hivatkozások
- Többértékű logikák (PDF)